# Oznakowanie więźniów niemieckich obozów koncentracyjnych

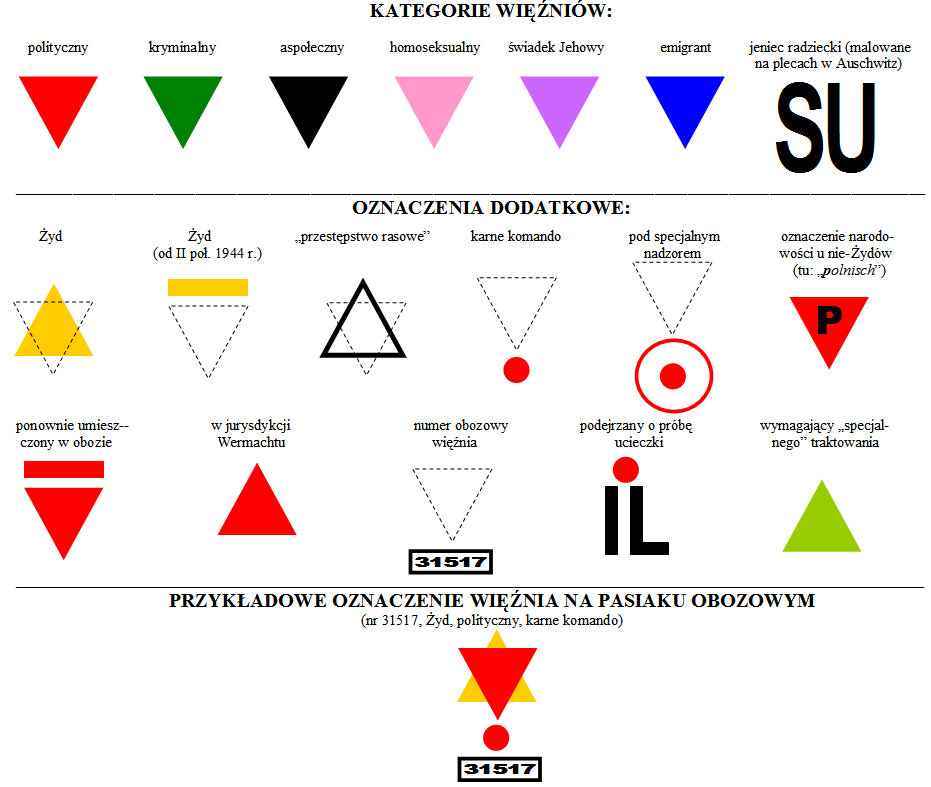
Winkle na pasiakach

Oznakowanie więźniów niemieckich nazistowskich obozów – system oznaczania zarejestrowanych więźniów stosowany w niemieckich obozach koncentracyjnych. Więźniowie otrzymywali numery, które w pewnych obozach były zindywidualizowane (niepowtarzalne), a w innych przypisywane po śmierci jednego więźnia następnemu. Ponadto stosowano rozmaite sposoby oznakowania na ubiorach (głównie obozowych pasiakach, najczęściej tzw. winklami, wprowadzonymi w KL Dachau).

## Okoliczności powstania obozów i wprowadzenia oznakowania
28 lutego 1933 roku, wkrótce po dojściu Adolfa Hitlera do władzy, wydano nadzwyczajne rozporządzenie „o ochronie narodu i państwa”, które unieważniało znaczną część konstytucji Republiki Weimarskiej. Rozporządzenie to znosiło „nienaruszalność wolności osobistej” zatwierdzoną w artykule 114 konstytucji jako prawo zasadnicze. W ten sposób utworzono podstawy do wprowadzenia aresztu prewencyjnego (Schutzhaft, dosł. areszt ochronny), który stał się środkiem walki z opozycją polityczną. Od tej pory policja działając poza jurysdykcją sądów, mogła bezpodstawnie więzić przeciwników reżimu nazistowskiego i stosować nieograniczony areszt jako środek prewencyjny. Doprowadziło to do powstania pierwszych obozów koncentracyjnych wkrótce po pożarze Reichstagu. Początkowo były to obozy prowizoryczne lub „dzikie” kierowane przez SA, które później zostały zlikwidowane (np. Oranienburg). Do wielkich obozów koncentracyjnych wybudowanych przez SS w Niemczech i Austrii funkcjonujących na początku II wojny światowej należały: Dachau, Sachsenhausen, Buchenwald, Flossenbürg, Mauthausen i kobiecy obóz koncentracyjny Ravensbrück.
Pierwszymi więźniami obozów koncentracyjnych byli więźniowie polityczni, których nazywano „więźniami prewencyjnymi” (Schutzhäftlinge dosł. uwięziony ochronnie). Należeli do nich komuniści, socjaldemokraci, nieprawomyślni liberalni dziennikarze i publicyści, a niekiedy także konserwatyści. W miarę jak sprzeciw wobec reżimu nazistowskiego malał do obozów trafiały coraz większe grupy rzekomych wrogów tego reżimu. Więźniowie polityczni zostali oznaczeni znakiem czerwonego trójkąta. Każda kategoria więźniarska otrzymała inny kolor trójkąta: kryminalistów oznaczono zielonym, więźniów aspołecznych czarnym, a homoseksualistów różowym. Trójkąty te należało przyszyć z przodu w górnej części pasiaka. Obok trójkąta naszywano również jasny materiał z nadrukowanym numerem więźnia. Jedynie w Auschwitz-Birkenau wszystkim więźniom, z wyjątkiem Niemców i Austriaków nieżydowskiego pochodzenia, tatuowano numer na przedramieniu.
Na przełomie roku 1937 i 1938 Świadków Jehowy oznaczono fioletowym trójkątem. Żydzi, którzy w latach trzydziestych nie byli masowo zsyłani do obozów koncentracyjnych, na odwróconym żółtym trójkącie przyszywali kolorowy trójkąt o barwie odpowiadającej kategorii więźniarskiej, w ten sposób by te dwa trójkąty tworzyły gwiazdę Dawida. Zaś Cyganie (Romowie i Sinti) otrzymywali brązowy trójkąt.

## Oznakowania wAuschwitz-Birkenau

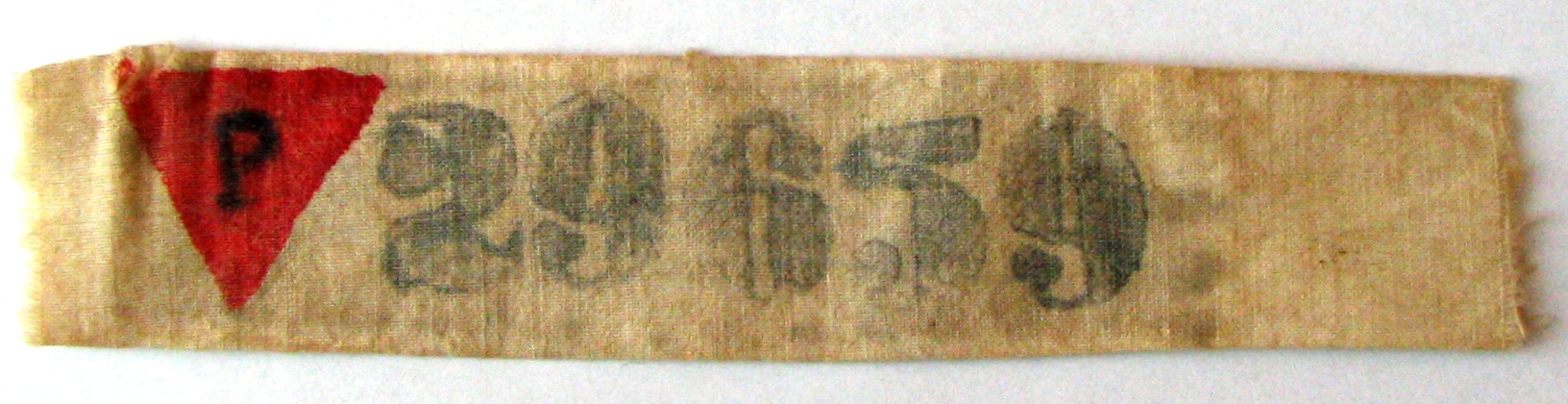
Numer obozowy z pasiaka Lidii Główczewskiej więźniarki KL Stutthof

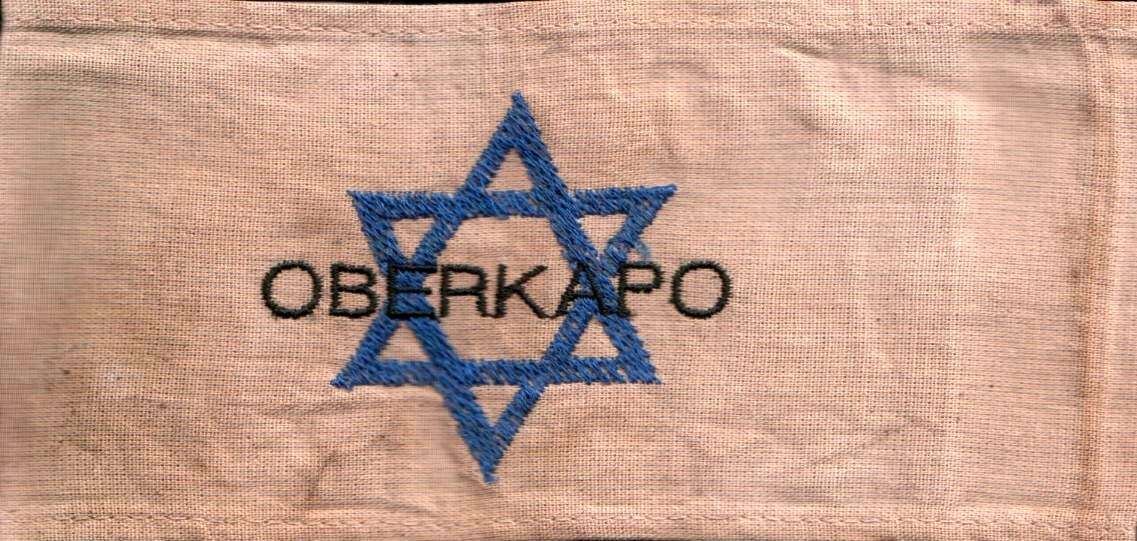
Opaska „oberkapo”

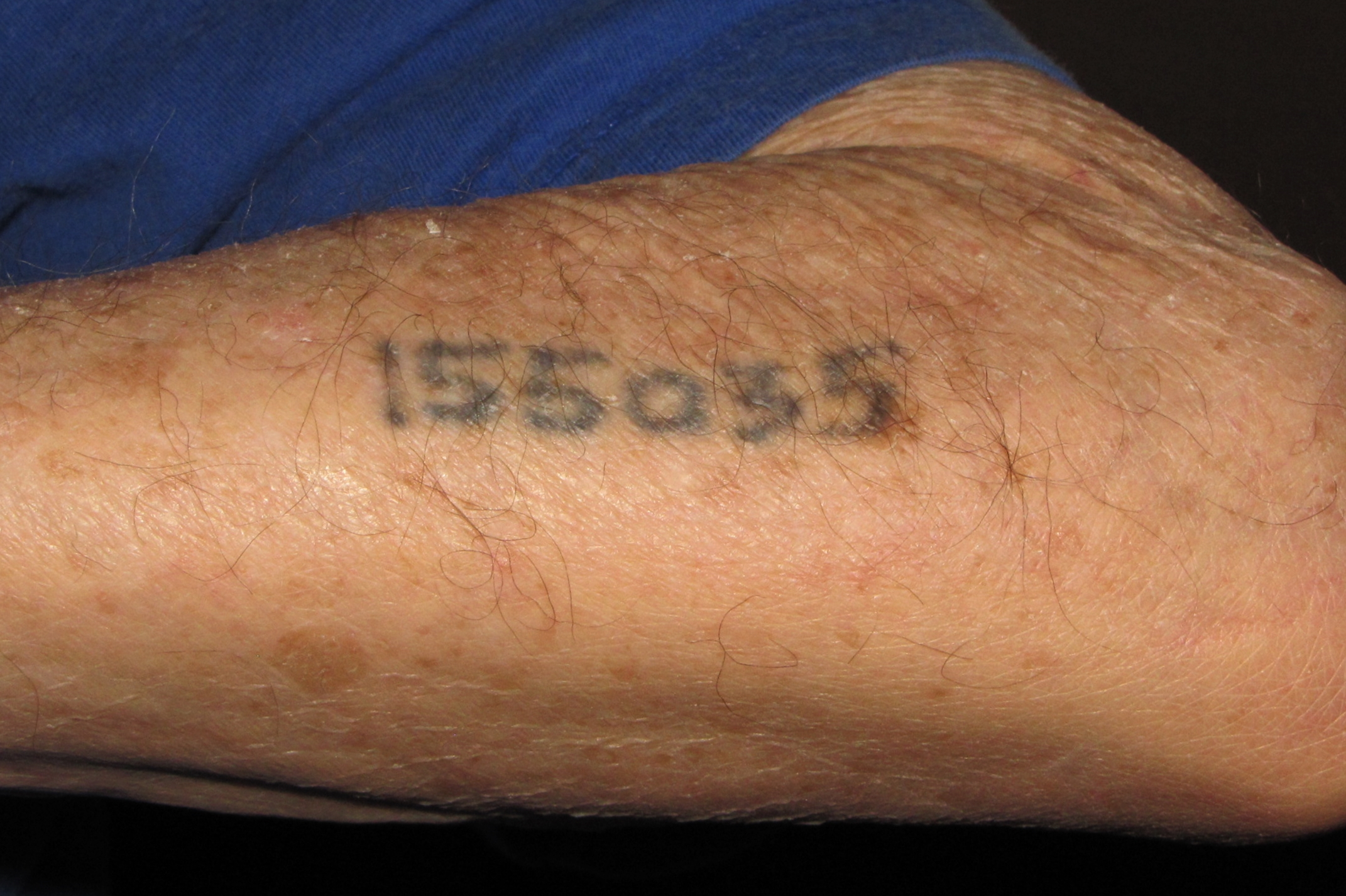
Tatuaż z numerem więźnia KL Auschwitz-Birkenau na ręce Jerzego Kamienieckiego

- czerwony trójkąt: więźniowie polityczni[5]: liberałowie, komuniści, socjaliści, socjaldemokraci, związkowcy, masoni, anarchiści, duchowni
- zielony trójkąt: zawodowi przestępcy kryminalni[5] – przeważnie osadzeni w obozach Niemcy
- czarny trójkąt: tak zwani więźniowie „aspołeczni”[5] – było to pojęcie mało precyzyjne, oznaczano tak m.in. prostytutki, kobiety, które dokonały aborcji, lesbijki, osoby chore psychicznie, narkomanów, alkoholików, pacyfistów, żebraków, bezdomnych, a początkowo także Cyganów (Romów i Sinti), którzy później otrzymywali oznaczenie brązowym trójkątem
- fioletowy trójkąt: Świadkowie Jehowy[2][5]
- różowy trójkąt: homoseksualni mężczyźni[5], wyłącznie Niemcy i Austriacy
- żółty trójkąt: Żydzi (nosili oni dodatkowy trójkąt taki jak jeden z powyższych, co tworzyło kształt sześcioramiennej gwiazdy Dawida)[6]
- literowe oznaczenie narodowości więźnia na trójkącie: (oprócz Żydów i Niemców), na przykład P, czyli Pole – Polak; inne oznaczenia narodowości: B (niem. Belgier) – Belg; F (Franzosen) – Francuz; I (Italiener) – Włoch; N (Niederländer) – Holender; S (Spanier) – Hiszpan; T (Tschechen) – Czech; U (Ungarn) – Węgier
- litera E zamiast trójkąta: tzw. więźniowie wychowawczy (Erziehungshäftlinge)[7], kierowani do wychowawczych obozów pracy (Arbeitserziehungslager), a faktycznie do najcięższych prac towarzyszących głodowym racjom żywnościowym, po upływie 56 dni mieli być zwalniani, jednak część umierała przed upływem tego czasu
- pasy na zachowanych mundurach oraz literowy i litery SU (skrót od Sowietunion): jeńcy sowieccy[7]
- kółko czarnego/czerwonego płótna na bluzie pasiaka: dodatkowe oznaczenie więźnia skierowanego do karnej kompanii
- kółko czerwonego płótna na bluzie pasiaka i litery IL (skrót od Im Lager, "w obozie"): dodatkowe oznaczenie więźnia niebezpiecznego i podejrzanego o organizowanie ucieczki, więzień taki nie mógł być w komandzie wychodzącym do pracy poza obóz

Dodatkowym oznaczeniem więźniów „specjalnych” była brązowa opaska na ramieniu.
Tatuowanie więźniów wprowadzono w obozie Auschwitz-Birkenau w 1942 r., po raz pierwszy stosując je wobec grupy 10 000 jeńców sowieckich, którym wytatuowano numery ewidencyjne na piersiach (zamiast wydania im jenieckiego „nieśmiertelnika”). Wkrótce system tatuowania numerów ewidencyjnych wprowadzono w odniesieniu do pozostałych więźniów. Tatuaże z numerami nanoszono u osób dorosłych na wewnętrznej stronie przedramienia, natomiast u dzieci, zarówno narodzonych w obozie, jak i przybyłych z matkami – na udzie.